# Gardineriidae
Gardineriidae  is een familie van neteldieren uit de klasse van de Anthozoa (bloemdieren). 

## Geslachten
- Gardineria Vaughan, 1907
- Stolarskicyathus Cairns, 2004